# Une taille de reine
Pour plus de détails, voir Fiche technique et Distribution.
Une taille de reine (Queen Sized) est un téléfilm américain réalisé par Peter Levin, et diffusé le 12 janvier 2008 sur Lifetime et en France le 22 avril 2009 sur M6, puis sorti en DVD sous le titre Reine du lycée à tout prix ! en 2013.

## Synopsis
Maggie Baker, adolescente en surpoids est la cible de moqueries de ces camarades de lycée. Lorsque le bal de fin d'année approche, ces dernières l'inscrivent en espérant l'humilier. Mais contre toute attente, Maggie, dotée d'une forte personnalité et tenace, fera tout pour gagner cette élection, quitte à devenir par la même occasion la représentante des élèves exclus du lycée…

## Fiche technique
- Réalisation : Peter Levin
- Scénario : Rodney Johnson, Nora Kletter et Richard Kletter
- Sociétés de production : Lifetime Television, Starz Media
- Durée : 87 minutes

## Distribution
- Nikki Blonsky : Maggie Baker
- Annie Potts : Joan Baker[2]
- Lily Holleman : Casey
- Jackson Pace : Will
- Kelsey Schultz : Camille
- Philip Searcy : Devon
- Kimberly Matula : Tara
- Tiger Sheu : Jared
- Ryan Bartley : Emily
- Jabari Thomas : Dorian